# Studio Dragon
Studio Dragon Corporation (tiếng Hàn: 스튜디오드래곤 주식회사; Romaja: Seutyudiodeuraegon Jusikhoesa) là một công ty sản xuất, phân phối phim truyền hình Hàn Quốc trực thuộc bộ phận của công ty E&M và CJ ENM. Công ty được thành lập vào ngày 3 tháng 5 năm 2016 dưới dạng spin-off từ E&M Media Content.
Công ty tham gia trị trường chứng khoán số KOSDAQ của Korea Exchange, cùng chỉ số với công ty mẹ. Công ty ra mắt thị trường chứng khoán lần đầu tiên vào ngày 24 tháng 11 năm 2017

## Biểu trương (Logo)
Logo của Studio Dragon, được gọi là "Drama Paragon", được lấy cảm hứng từ Cintamani một viên ngọc ước nguyện của Ấn Độ giáo và Phật giáo. Nó đại diện cho nền văn hóa châu Á, mà công ty muốn tôn vinh qua mỗi sản phẩm của mình. Logo do công ty thiết kế thương hiệu BRANDMAJOR (Hàn Quốc) thực hiện và được giới thiệu tới công chúng lần đầu tiên trong bộ phim Đội đặc nhiệm số 38 năm 2016.

## Sản xuất

### Các phim đã sản xuất
| Năm  | Tiêu đề                      | Kênh     | Công ty tham gia sản xuất                        |
| ---- | ---------------------------- | -------- | ------------------------------------------------ |
| 2016 | Shuttle Love Millennium      | Hunan TV | - Hunan TV - EE-Media                            |
| 2016 | Another Miss Oh              | tvN      | Chorokbaem Media                                 |
| 2016 | Dear My Friends              | tvN      | GT Entertainment                                 |
| 2016 | Đội đặc nhiệm số 38          | OCN      | S.M. C&C                                         |
| 2016 | The Good Wife                | tvN      |                                                  |
| 2016 | On the Way to the Airport    | KBS 2TV  |                                                  |
| 2016 | Woman with a Suitcase        | MBC      |                                                  |
| 2016 | Entourage                    | tvN      |                                                  |
| 2016 | Legend of the Blue Sea       | SBS      | Culture Depot                                    |
| 2017 | Circle                       | tvN      | - tvN - KPJ Corporation                          |
| 2017 | My Golden Life               | KBS2TV   |                                                  |
| 2017 | Bravo My Life                | SBS TV   | Hwa&Dam Pictures                                 |
| 2017 | Drama Stage                  | tvN      | Xem thêm thông tin: List of Drama Stage episodes |
| 2018 | Children of a Lesser God     | OCN      | KPJ Corporation                                  |
| 2018 | The Guest                    | OCN      |                                                  |
| 2018 | The Smile Has Left Your Eyes | tvN      | - Fuji Television - The Unicorn                  |
| 2018 | Dear My Room                 | Olive    | Studio 605                                       |
| 2019 | Love Alarm                   | Netflix  | - Hidden Sequence - Netflix Services Korea       |
| 2019 | Touch Your Heart             | tvN      | - Mega Monster - Zium Content                    |
| 2019 | Arthdal Chronicles           | tvN      | KPJ Corporation                                  |
| 2019 | Doctor John                  | SBS      | KPJ Corporation                                  |
| 2019 | Watcher                      | OCN      |                                                  |
| 2019 | The Lies Within              | OCN      |                                                  |
| 2019 | Crash Landing on You         | tvN      | Culture Depot                                    |
| 2020 | Once Again                   | KBS2     | Bon Factory Worldwide                            |
| 2020 | My Holo Love                 | Netflix  | Netflix Services Korea                           |
| 2020 | Sweet Home                   | Netflix  | Studio N                                         |
| 2020 | The King: Eternal Monarch    | SBS      | Hwa&Dam Pictures                                 |
| 2020 | My Unfamiliar Family         | tvN      |                                                  |
| 2021 | Bàn tiệc của phù thủy        | TVING    |                                                  |
| TBA  | HERE                         |          | GT:st                                            |

### Tham gia sản xuất với tư cách nhà sáng tạo/nhà phát triển
| Năm  | Tên                                | Network | Production Companies                     | Ref.  |
| ---- | ---------------------------------- | ------- | ---------------------------------------- | ----- |
| 2016 | Hey Ghost, Let's Fight             | tvN     | - Creative Leaders Group 8 - The Unicorn |       |
| 2016 | Cinderella with Four Knights       | tvN     | HB Entertainment                         |       |
| 2016 | The K2                             | tvN     | HB Entertainment                         |       |
| 2016 | Guardian: The Lonely and Great God | tvN     | Hwa&Dam Pictures                         |       |
| 2017 | Voice                              | OCN     | Content K                                |       |
| 2017 | Introverted Boss                   | tvN     | - KBS Media - Introverted Boss SPC       |       |
| 2017 | Tomorrow, With You                 | tvN     | Celltrion Entertainment                  |       |
| 2017 | The Liar and His Lover             | tvN     | Bon Factory Worldwide                    |       |
| 2017 | Tunnel                             | OCN     | The Unicorn                              |       |
| 2017 | Chicago Typewriter                 | tvN     | The Unicorn                              |       |
| 2017 | Duel                               | OCN     | Chorokbaem Media                         |       |
| 2017 | Stranger                           | tvN     | - Signal Entertainment Group - IOK Media |       |
| 2017 | The Bride of Habaek                | tvN     | Number Three Pictures                    |       |
| 2017 | Criminal Minds                     | tvN     | Taewon Entertainment                     |       |
| 2017 | Save Me                            | OCN     | Hidden Sequence                          |       |
| 2017 | Live Up to Your Name               | tvN     | Bon Factory Worldwide                    |       |
| 2017 | Argon                              | tvN     | Daydream Entertainment                   |       |
| 2017 | Black                              | OCN     | iWill Media                              |       |
| 2017 | Bad Guys 2                         | OCN     | Urban Works Media                        |       |
| 2017 | Avengers Social Club               | tvN     | JS Pictures                              |       |
| 2017 | A Korean Odyssey                   | tvN     | JS Pictures                              |       |
| 2017 | Revolutionary Love                 | tvN     | Samhwa Networks                          |       |
| 2017 | Because This Is My First Life      | tvN     | MI Inc.                                  |       |
| 2017 | The Most Beautiful Goodbye         | tvN     | GT:st                                    |       |
| 2018 | Mother                             | tvN     | The Unicorn                              |       |
| 2018 | Cross                              | tvN     | Logos Film                               |       |
| 2018 | Live                               | tvN     | GT:st                                    |       |
| 2018 | My Mister                          | tvN     | Chorokbaem Media                         |       |
| 2018 | Lawless Lawyer                     | tvN     | Logos Film                               |       |
| 2018 | About Time                         | tvN     | Story TV                                 |       |
| 2018 | Mistress                           | OCN     | Chorokbaem Media                         |       |
| 2018 | What's Wrong with Secretary Kim    | tvN     | Bon Factory Worldwide                    |       |
| 2018 | Life on Mars                       | OCN     | Production H                             |       |
| 2018 | Mr. Sunshine                       | tvN     | Hwa&Dam Pictures                         |       |
| 2018 | Familiar Wife                      | tvN     | Chorokbaem Media                         |       |
| 2018 | Voice 2                            | OCN     | Content K                                |       |
| 2018 | Room No. 9                         | tvN     | Kim Jong-hak Production                  |       |
| 2018 | 100 Days My Prince                 | tvN     | AStory                                   |       |
| 2018 | Player                             | OCN     | iWill Media                              |       |
| 2018 | Tale of Fairy                      | tvN     | JS Pictures                              |       |
| 2018 | Memories of the Alhambra           | tvN     | Chorokbaem Media                         |       |
| 2018 | Encounter                          | tvN     | Bon Factory Worldwide                    |       |
| 2018 | Priest                             | OCN     | Crave Works                              |       |
| 2018 | Quiz of God: Reboot                | OCN     | Curo Holdings Eight Works                |       |
| 2019 | Abyss                              | tvN     | Neo Entertainment                        |       |
| 2019 | Romance Is a Bonus Book            | tvN     | Story & Pictures Media                   |       |
| 2019 | He Is Psychometric                 | tvN     | JS Pictures                              |       |
| 2019 | The Crowned Clown                  | tvN     | GT:st                                    |       |
| 2019 | Confession                         | tvN     | Ace Factory                              |       |
| 2019 | Designated Survivor: 60 Days       | tvN     | DK E&M                                   | [ 8 ] |
| 2019 | Her Private Life                   | tvN     | Bon Factory Worldwide                    |       |
| 2019 | Hotel Del Luna                     | tvN     | GT:st                                    |       |
| 2019 | The Great Show                     | tvN     | Huayi Brothers Lotte Cultureworks        |       |
| 2019 | Miss Lee                           | tvN     | Logos Film                               |       |
| 2019 | Melting Me Softly                  | tvN     | Story Phoenix                            |       |
| 2019 | Search: WWW                        | tvN     | Hwa & Dam Pictures                       |       |
| 2019 | Crash Landing on You               | tvN     | Culture Depot                            |       |
| 2019 | Catch the Ghost                    | tvN     | Logos Film                               |       |
| 2019 | Psychopath Diary                   | tvN     | KeyEast                                  |       |
| 2019 | Black Dog: Being A Teacher         | tvN     | Urban Works                              |       |
| 2019 | Possessed                          | OCN     | Daydream Entertainment                   |       |
| 2019 | Kill It                            | OCN     | Crave Works                              |       |
| 2019 | Voice 3                            | OCN     | Content K                                |       |
| 2019 | Save Me 2                          | OCN     | Hidden Sequence                          |       |
| 2019 | Class of Lies                      | OCN     | JS Pictures                              |       |
| 2019 | The Running Mates: Human Rights    | OCN     | Daydream Entertainment                   |       |
| 2020 | Money Game                         | tvN     | JS Pictures                              |       |
| 2020 | Hi Bye, Mama!                      | tvN     | MI Inc.                                  | [ 9 ] |
| 2020 | A Piece of Your Mind               | tvN     | - The Unicorn - Movie Rock               | [ 9 ] |
| 2020 | The Cursed                         | tvN     | Lezhin Studio                            | [ 9 ] |
| 2020 | The Moment                         | tvN     | Pan Entertainment                        | [ 9 ] |
| 2020 | Flower of Evil                     | tvN     | Monster Union                            | [ 9 ] |
| 2020 | Oh My Baby                         | tvN     | Studio&NEW                               | [ 9 ] |
| 2020 | Stranger (season 2)                | tvN     | Ace Factory                              | [ 9 ] |
| 2020 | Memorist                           | tvN     | Studio 605                               | [ 9 ] |
| 2020 | When My Love Blooms                | tvN     | Bon Factory Worldwide                    | [ 9 ] |
| 2020 | True Beauty                        | tvN     | - Bon Factory Worldwide - Studio N       |       |
| 2020 | It's Okay to Not Be Okay           | tvN     | - Story TV - Gold Medalist               | [ 9 ] |
| 2020 | The Tale of Gumiho                 | tvN     | How Pictures                             |       |
| 2020 | LUCA                               | tvN     | - H House - Take One Company             |       |
| 2020 | Mr. Queen                          | tvN     | - Crave Works - YG STUDIOPLEX            |       |
| 2020 | Start-Up                           | tvN     | HiSTORY D&C                              | [ 9 ] |
| 2020 | Rugal                              | OCN     | LIAN Entertainment                       |       |
| 2020 | Tell Me What You Saw               | OCN     | H House                                  |       |
| 2020 | Train                              | OCN     | doFRAME                                  |       |
| 2020 | Missing: The Other Side            | OCN     | MAYS Entertainment                       |       |
| 2020 | The Uncanny Counter                | OCN     | Neo Entertainment                        |       |
| 2021 | Island                             | OCN     | YLAB                                     |       |
| TBA  | Queen Cheorin                      | tvN     |                                          |       |

## Danh sách nghệ sĩ cũ

### Diễn viên
| - Park Min-young - Jo Jung-suk | - Yoon So-yi - Jo Sung-yoon - Son Hyo-eun |

## Công ty liên quan

### Công ty con
- Culture Depot (CEO: Kim Sun-jung)
- Hwa&Dam Pictures (CEO: Yoon Ha-rim)
- KPJ Corporation (CEO: Jang Jin-wook)

### Liên doanh
- Mega Monster (with kakao M) (CEO: Lee Jun-ho)[10][b]

### Công ty tư nhân
- AStory (CEO: Lee Sang-baek)
- JS Pictures (CEO: Lee Jin-suk)[c]

## Công ty đối tác
- DramaFever[13]
- LOEN Entertainment[14]
- Amazon.com[15]
- Netflix[15]
- AMC Networks[15]
- ITV[15]
- Lazada Group[16]

## Dự án đặc biệt
- O'PEN (CJ ENM, CJ Entertainment,và CJ Cultural Foundation)[17][18]